# Ball pla
El ball pla és una forma de ball de parelles, potser la més típica del Principat de Catalunya, on fou molt estesa, sobretot durant el segle xix, i on ha deixat testimoniatges des del segle xvii. Espècie de baixa dansa, generalment de compàs ternari, que es caracteritza, tal com indica el nom, per un punteig suau, per un moviment dels peus lliscant a poca distància de terra i per l'absència de salts. La denominació ball pla apareix quan es perd la consciència de les baixes danses, cosa que apuntaria a una adaptació lingüística.
És una dansa que es troba històricament adscrita territorialment dins el què es considera tradicionalment la Catalunya Vella, concretament en les zones més rurals, amb població disseminada. Es considerava el ball de parella per excel·lència, tot i que també tenia una funció de relació social pel seu caràcter senzill i obert. Això vol dir que no necessàriament un ballador havia de romandre sempre amb la mateixa parella. L'arribada dels gèneres ballables que no es ballaven de costat sinó agafats, com el vals o la masurca (també en compàs ternari) o la polca, el xotis i l'americana, van anar deixant el ball pla en l'oblit en algunes zones del país. Uns quants, però, van sobreviure, i d'altres s'han recuperat després d'un període més o menys llarg d'inactivitat.

## Coreografia
Ballar un ball pla només requereix conèixer-ne l'estructura i els moviments bàsics: caminada, punt pla, reverència i rístol. La distribució per l'espai és en forma de filera, amb una parella darrere l'altra, ocupant tot l'espai per ballar, sigui rodó o rectangular.
A la primera part, o començament, les parelles fan una mena de passeig, marcant els passos al ritme de la tonada, mentre cada ballador sosté, amb la mà dreta, l'esquerra de la balladora. Les balladores amb la mà lliure s'agafen les faldilles en una posició anomenada cistella, mentre que els balladors solen accionar el braç lliure per davant del cos. Aquest passeig es pot fer caminant o en punt pla. A la segona part, o caiguda, ballador i balladora dansen l'un de cara a l'altre, s'acosten, s'allunyen, es canvien de lloc, amb més moviment de braços i cames. És freqüent en el ball pla el moviment anomenat rístol, o giravolt de la balladora sobre si mateixa i sota el braç que el ballador li enlaira per fer-li com un pont. Amb el crit i la realització del rístol, s'incorpora una nova parella al ball ja començat, sempre obert. Molt sovint el ball s'acaba amb una precipitació del ritme que invita a saltar, la corranda o corrido, amb totes les parelles agafades de les mans i formant cargols, serps i ponts.

## Melodia
Existeix una gran quantitat de melodies per ballar el ball pla. Històricament s'han documentat melodies idèntiques que s'utilitzaven en diferents poblacions. La majoria de frases musicals (tant de la part del començament com de la caiguda) s'estructuren en 8 compassos, tot i que en alguns casos poden ser de 12. Tot i que no era habitual, en alguns casos les melodies van acompanyades d'una lletra. La teoria de l'evolució de la baixa dansa al ball pla també és compatible si s'analitza musicalment, donat que la melodia de les baixes danses també era basada en un compàs ternari, en frases de vuit compassos i de ritme suau. Per tocar la part relativa a la corranda és habitual practicar una rasa, també anomenada juli o rebatut. Consisteix en passar la melodia ternària del ball pla a una estructura binària, del qual resulta una melodia en compàs 6/8 molt adient per saltar.